# Этникс
Этникс (ивр. אתניקס‎, стилизованно: Xאתני) — израильская группа, основанная в 1985 году под названием «Москва» (ивр. מוסקבה‎; переименована в 1989) вокалистом Зеевом Нехамой и клавишником Тамиром Калински. Их музыка представляет собой смесь восточных и западных мелодий. Одна из самых знаменитых групп Израиля всех времен; дважды становилась группой года в Израиле.

## Состав
- Зеэв Нехама — вокал
- Тамир Калински: клавиши (1989—2016) (2022-н.в.)
- Галь Хадани: барабаны (с 1990)
- Йорам Поизнер: гитара (с 1996)
- Гилад Пастернак: гитара (с 2012)

бывшие участники:
- Йоад Нево: клавиши, гитары, басс, барабаны (1989—1990)
- Гиль Алон: гитара (1990—2011)

## Признание
Этникс становился группой года в 1991, 1992, 1993 (3 хита в хитпарадах), 1994 (3 хита в хитпарадах), 1996 (3 хита в хитпарадах), 2002, 2012 годах.